# Torriglia
Torriglia (ligurisch Torriggia) ist eine italienische Gemeinde in der Metropolitanstadt Genua mit 2241 Einwohnern (Stand 31. Dezember 2023).

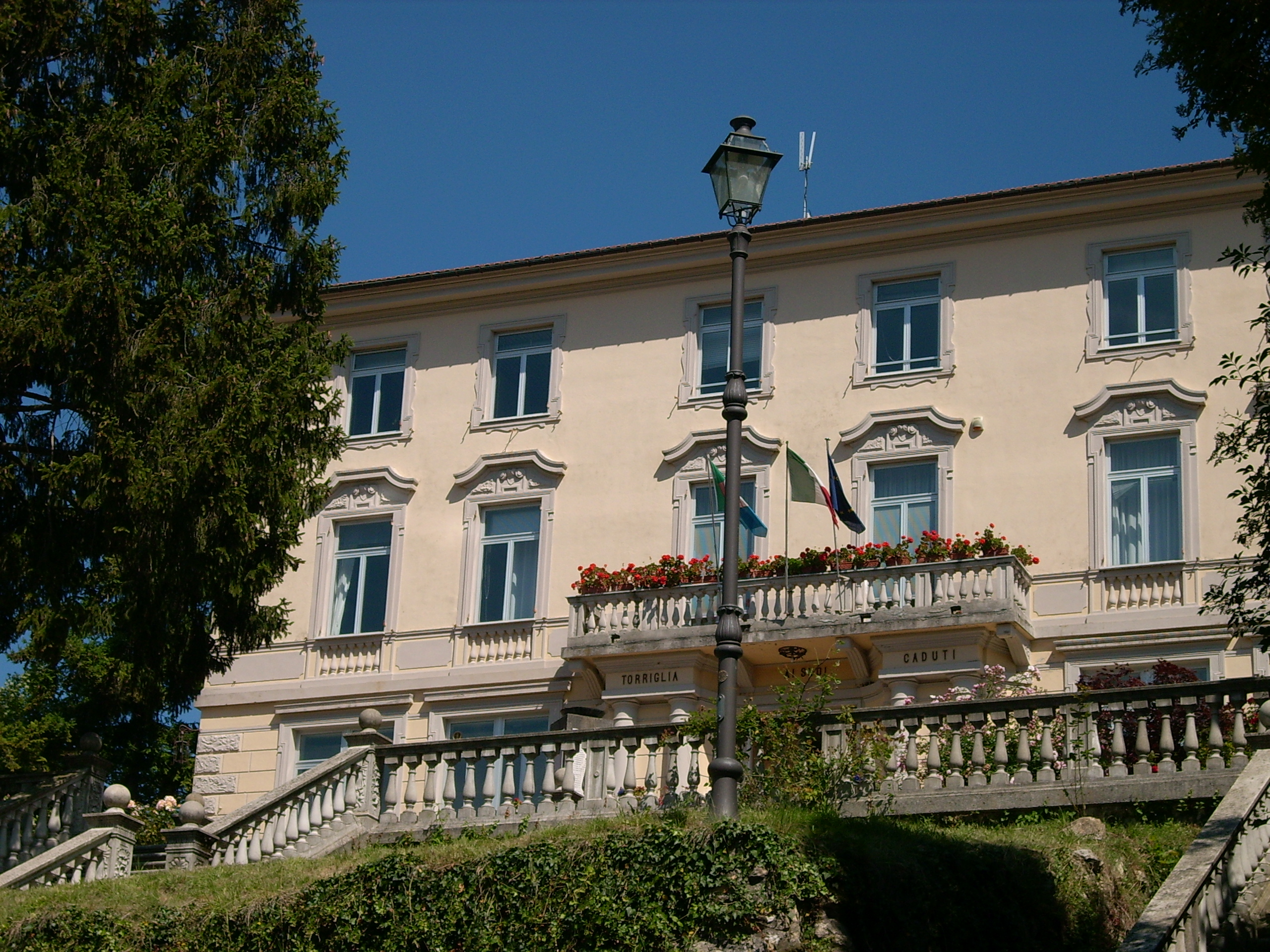
Das Rathaus von Torriglia

## Geographie
Die Gemeinde ist auf den Hügeln des Tals Trebbia in der Nähe des Passo della Scoffèra gelegen. Die Entfernung zur Hauptstadt Liguriens Genua beträgt ungefähr 36 Kilometer. Auf dem Gemeindegebiet befinden sich zahlreiche Wälder und Weiden und im Sommer ist Torriglia ein beliebtes Ausflugsziel für die Bewohner Genuas.
Torriglia bildet mit weiteren sieben Gemeinden die Berggemeinschaft Alta Val Trebbia und ist außerdem ein Teil des Parco naturale regionale dell’Antola (Regionaler Naturpark Antola).
Nach der italienischen Klassifizierung bezüglich seismischer Aktivität wurde Torriglia der Zone 4 zugeordnet. Das bedeutet, dass sich die Stadt in einer seismisch inerten Zone befindet.